# 선거인단
선거인단(選擧人團, 영어: electoral college)은 간접 선거에서 후보를 선출하는 선거인의 모임을 말한다. 대개 특정 지역이나 단체, 계층을 대표한다.

## 같이 보기
- 미국 선거인단